# Ширяев, Альберт Николаевич
Альбе́рт Никола́евич Ширя́ев (род. 12 октября 1934, Щёлково, Московская область) — советский и российский математик; академик РАН (2011, член-корреспондент РАН с 1997), заслуженный профессор МГУ и заведующий кафедрой теории вероятностей (механико-математического факультета МГУ); заведующий лабораторией статистики случайных процессов Математического института им. В. А. Стеклова; действительный член Европейской Академии (1990); президент Российского общества актуариев (1994); вице-президент Международного общества по финансовой математике (1996); почётный член Королевского статистического общества Великобритании (1985); член Международного статистического института, Института математической статистики (США), ММО; вице-президент общества Бернулли по теории вероятностей и математической статистике (1987—1989); президент общества Бернулли (1989—1991); член редколлегий журналов «Успехи математических наук», «Теория вероятностей и её применения», «Analysis Mathematica», «Stochastics», «Sequential Analysis», «Probability and Mathematicel Statistics», «Finance and Stochastics». Заслуженный деятель науки Российской Федерации (2005).

## Биография
Окончил механико-математический факультет МГУ (1957), ученик А. Н. Колмогорова. С 1957 года работает в Математическом институте им. В. А. Стеклова (с 1986 года — заведующий Лабораторией статистики случайных процессов).
В 1961 году защитил кандидатскую («Задача скорейшего обнаружения нарушения стационарного режима»), в 1967 году — докторскую диссертацию «Исследования по статистическому последовательному анализу». Профессор механико-математического факультета МГУ с 1971 года.
С 1996 года является заведующим кафедрой теории вероятностей мехмата МГУ (преемник скончавшегося в декабре 1995 года Б. В. Гнеденко).
С самого начала (с 2007 года) работает в Школе анализа данных Яндекса, читает там курс «Основы стохастики. Стохастические модели» и «Вероятностное моделирование статистических данных и их анализ».
Действительный член Европейской Академии (1990). Почётный доктор Фрайбургского университета имени Альберта и Людвига (Германия, 2000), почётный профессор Амстердамского университета (Нидерланды, 2002).
Дочь Елена (род. 1956) — заведующая редакцией журнала «Успехи математических наук», сын Андрей (род. 1973) — химик, профессор РАН.

## Научные интересы
Основные труды А. Н. Ширяева относятся к теории вероятностей и математической статистике. Им получены основополагающие результаты в нелинейной спектральной теории случайных процессов, по проблемам наискорейшего обнаружения случайно появляющихся целей, в статистическом последовательном анализе, нелинейной фильтрации, стохастическом исчислении случайных процессов, теории мартингалов. Ему также принадлежит заслуга в развитии исследований в России по финансовой математике.

## Награды
- Премия имени А. А. Маркова АН СССР (1977)
- Премия имени А. Н. Колмогорова РАН (1994) — за цикл работ «Задача Колмогорова о „разладке“, методы её решения и их развитие»
- "Человек года" по версии Американского биографического института в 1994 году
- Заслуженный профессор МГУ им. М. В. Ломоносова (2003)
- Заслуженный деятель науки Российской Федерации (24 ноября 2005 года) — за заслуги в научной деятельности[5]
- Золотая медаль имени П. Л. Чебышёва (2017) — за выдающиеся результаты в области математики
- Почётная грамота Президента Российской Федерации (5 февраля 2024 года) — за заслуги в развитии отечественной науки, многолетнюю плодотворную деятельность и в связи с 300-летием со дня основания Российской академии наук[6]

## Основные работы
Книги
- «Статистический последовательный анализ» (1969; изд. на англ. яз., 1972);
- «Статистика случайных процессов» (в соавт. с Р. Липцером[англ.], 1974; изд. на англ. яз., 1977, на польском яз., 1981);
- «Вероятность» (М., 1980; 2-е изд. 1989; 3-е изд. в 2 кн. 2004; 5-е изд. 2011; изд. на англ. и нем. яз.);
- «Теория мартингалов» (в соавт. с Р. Липцером, 1986; изд. на англ. яз., 1989);
- «Предельные теоремы для случайных процессов» (совм. с Жаном Жакодом[англ.], 1987; на русском яз., 1992);
- Теория случайных процессов. М., 2003 (совм. с А. В. Булинским);
- Задачи по теории вероятностей. М., 2006 — 416 с.
- «Вероятностно-статистические методы в теории принятия решений» (М.: ФМОП, МЦНМО, 2011);
- «Вероятность» в 2 кн. «Вероятность—1» — 552 с., «Вероятность—2» — 416 с. (5-е изд., 2011)
- Основы стохастической финансовой математики. В двух томах. Том 1. Факты. Модели. Том 2. Теория. — ФАЗИС, 2004. — 1076 с.
- Броуновское движение и винеровская мера. В двух томах. Т. 1. — МЦНМО, 2023. — 528 с.
- Броуновское движение и винеровская мера. В двух томах. Т. 2. — МЦНМО, 2025. — 640 с.

Статьи
- «Воспоминания об А. Н. Колмогорове»